# Kabinett Kopf II
Das Kabinett Kopf II bildete vom 11. Juni 1947 bis zum 11. März 1948 die Niedersächsische Landesregierung. Kopf wurde am 23. Mai 1947 vom Landtag zum Ministerpräsidenten gewählt und erhielt damit den Regierungsbildungsauftrag. Das Kabinett bestätigte der Landtag schließlich am 18. Juni 1947.
| Amt                                                                             | Name                            | Partei | Partei  |
| ------------------------------------------------------------------------------- | ------------------------------- | ------ | ------- |
| Ministerpräsident                                                               | Hinrich Wilhelm Kopf            |        | SPD     |
| Inneres                                                                         | Hinrich Wilhelm Kopf            |        | SPD     |
| Stellvertreter des Ministerpräsidenten                                          | Richard Borowski                |        | SPD     |
| Wirtschaft und Verkehr                                                          | Alfred Kubel                    |        | SPD     |
| Ernährung, Landwirtschaft und Forsten                                           | August Block                    |        | DP      |
| Finanzen                                                                        | Georg Strickrodt                |        | CDU     |
| Justiz (bis 13. Oktober 1947) Justiz und Entnazifizierung (ab 13. Oktober 1947) | Werner Hofmeister               |        | CDU     |
| Kultus                                                                          | Adolf Grimme                    |        | SPD     |
| Arbeit, Aufbau und Gesundheit                                                   | Hans-Christoph Seebohm          |        | DP      |
| Ohne Geschäftsbereich                                                           | Richard Borowski                |        | SPD     |
| Ohne Geschäftsbereich                                                           | Johann Albers                   |        | FDP     |
| Ohne Geschäftsbereich                                                           | Georg Kassenbrock               |        | Zentrum |
| Ohne Geschäftsbereich                                                           | Karl Abel (bis 5. Februar 1948) |        | KPD     |